# George Franklin Gaumer
George Franklin Gaumer Kliero (1850 - 1929), médico y naturista estadounidense, nacido en Indiana y fallecido en Izamal, Yucatán, México. Desarrolló su ciencia en la península de Yucatán en donde formó importantes colecciones de fauna y flora de la región para el Museo Británico en Londres y para el Field Museum of Natural History de la ciudad de Chicago en los Estados Unidos de América. Publicó en inglés y español estudios zoográficos y botánicos sobre especies de insectos, animales y plantas encontradas en la península.

## Datos biográficos
Nació en Delphi, Indiana aunque vivió desde su adolescencia en la ciudad de Kansas donde asistió a la universidad a partir de 1868, graduándose en 1876 como médico. Obtuvo más tarde su maestría con especialidad en zoología. Viajó extensamente por Cuba y la península de Yucatán, así como el suroeste de los Estados Unidos, lugares en donde integró una importante colección ornitológica que después trasladó al Field Museum of Natural History de la ciudad de Chicago. Entre 1882 y 1884 fue profesor de la Universidad de Nuevo México, años en los que nacieron sus hijos Geo Jacobo y John.
En 1884 viajó a Yucatán, estableciéndose definitivamente en Izamal, lugar donde murió 45 años más tarde. Ahí practicó la medicina y continuó con sus trabajos científicos de botánica y zoología. Fundó en esa antigua ciudad maya un laboratorio químico y botánico, The Izamal Chemical Company, en el cual trabajaron sus hijos, especialmente Geo, quien a la muerte del padre, en 1929, continuó con sus tareas. Esta empresa se caracterizó por la fabricación de productos derivados de plantas medicinales, como analgésicos, anti-eméticos, febrífugos y vermífugos.
En 1911, el gobierno mexicano lo nombró oficial en la Dirección Federal de Agricultura. Fue también profesor de la Escuela de Agricultura y Veterinaria de Yucatán.
Algunas piezas de sus colecciones botánicas llevan el nombre científico de Gaumer como el cactus Mammillaria gaumeri Orcutt. También identificó y catalogó especies animales que aún en la actualidad llevan su nombre, tal el caso del roedor Heteromys gaumeri J.A. Allen & Chapman, originario de la península yucateca.

## Obras
- Monografía de los mamíferos de Yucatán
- Monografía sobre el Logumys Deazy
- La flora de Yucatán
- Sinonimia científica y vulgar de las plantas yucatecas (obra inconclusa de la que una copia se encuentra en el Museo Field de Historia Natural de Chicago).